# Acces deschis în Belgia

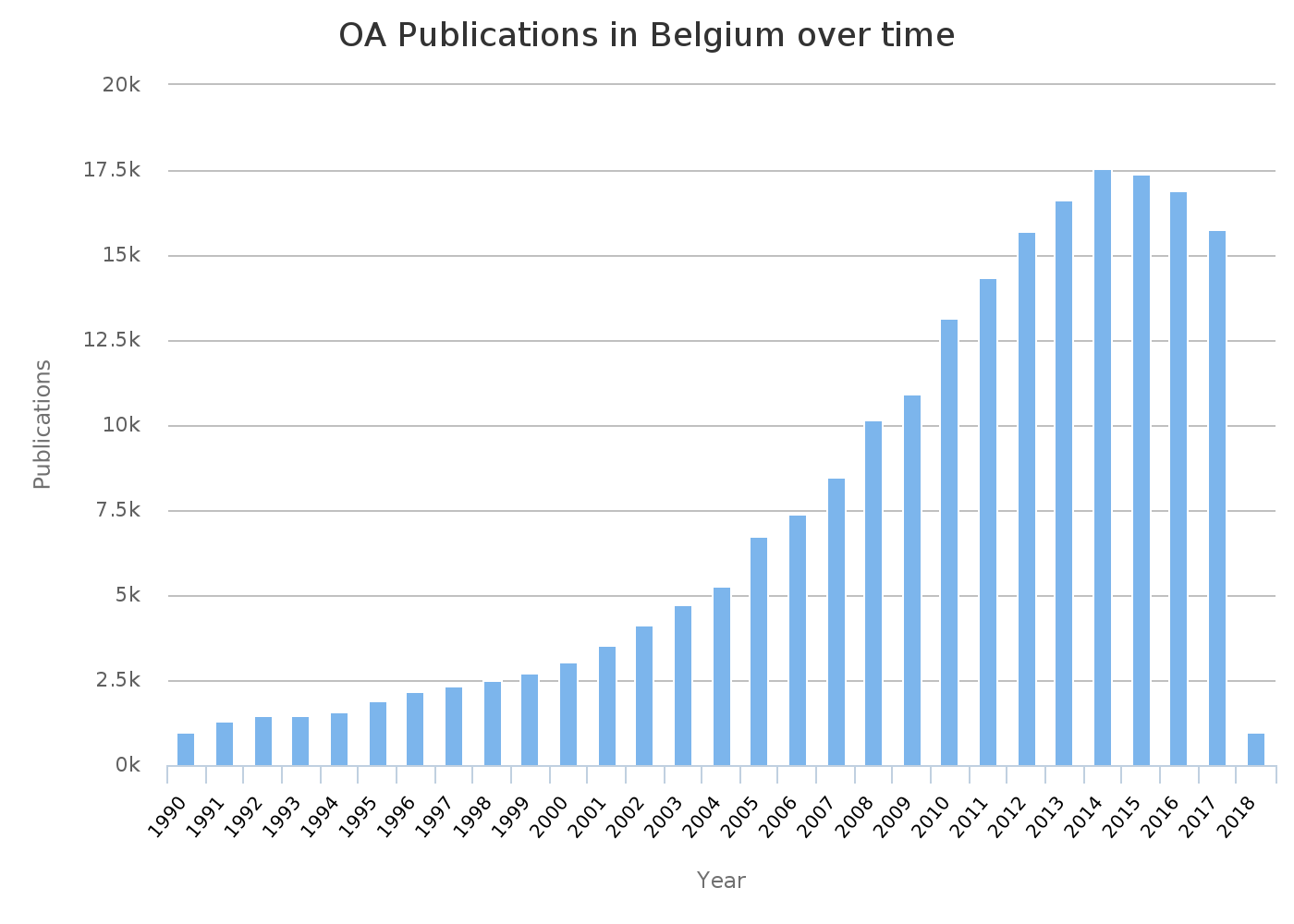
Evoluția publicațiilor cu acces liber în Belgia, 1990-2018

În Belgia, accesul deschis la comunicarea academică s-a accelerat după 2007, când Universitatea din Liège a adoptat primul său mandat de acces liber.
Aderarea mai multor organizații de cercetători din Belgia la Declarația de la Berlin privind accesul deschis și crearea, în 2007, a mandatului de depozit imediat și acces opțional la Universitatea din Liège, au condus la Declarația de la Bruxelles privind accesul deschis, semnată în 2012 de ministrul federal al cercetării și de alte oficialități. Această declarație a făcut ca accesul deschis să fie opțiunea implicită în difuzarea rezultatelor cercetării academice și științifice belgiene și a permis Belgiei să înființeze o largă rețea de archive instituționale cu acces deschis.

## Arhive

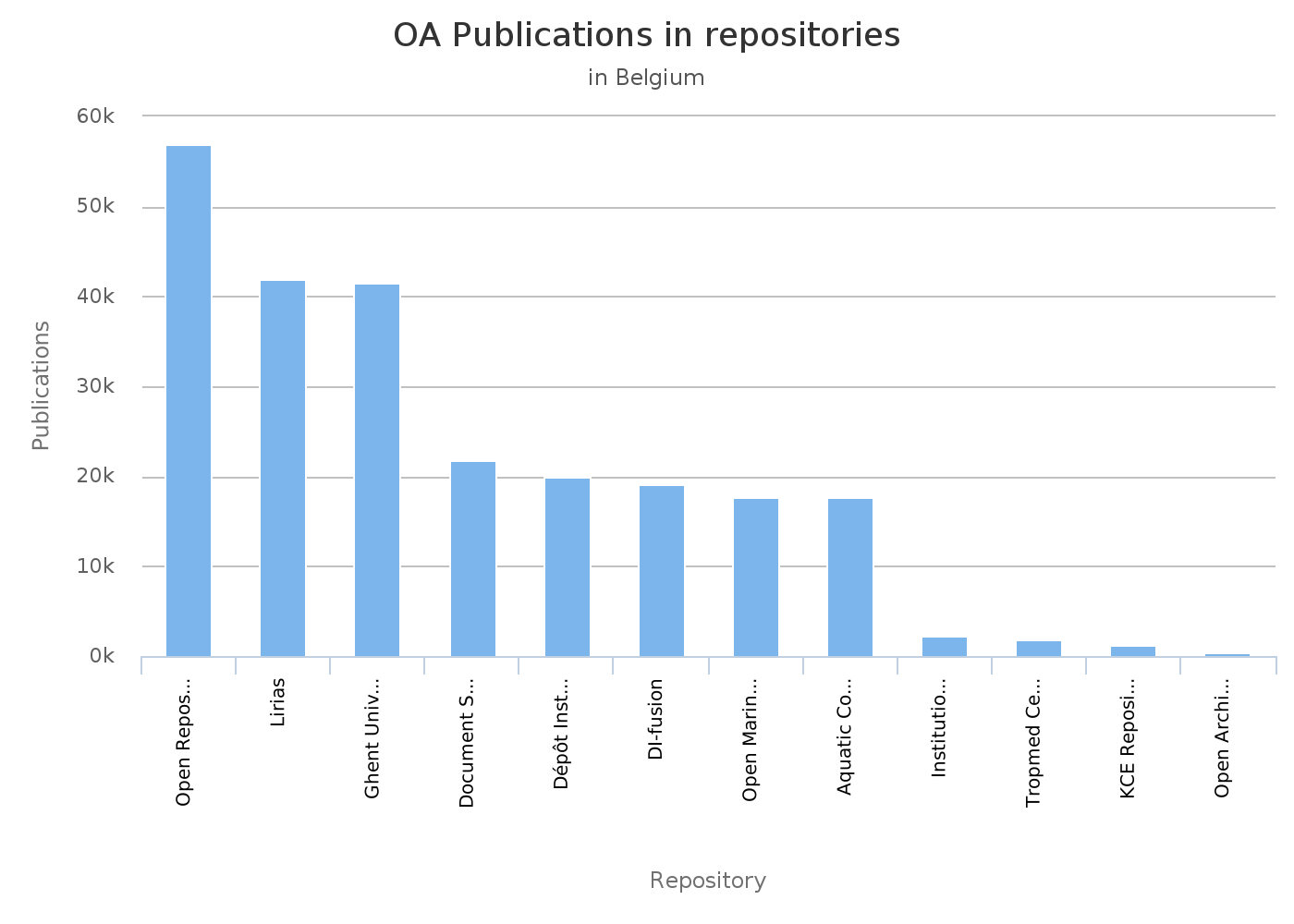
Numărul publicațiilor cu acces deschis în diferite arhive belgiene. Date din 2018

În Belgia există circa 23 de biblioteci virtuale găzduite în arhive digitale cu acces deschis. Ele conțin articole din ziare, capitole de cărți, date și alte rezultate ale cercetării care pot fi citite liber. Universitatea catolică din Louvain, „Bibliografia Academică” a Universității Gent și directorul instituțional „ORBi” al Universității din Liège conțin multe publicații.

## BELSPO
Mandatul BELSPO (Biroul Belgian pentru Politici Științifice) pentru date de cercetare deschise a fost introdus pe 19 noiembrie 2019. Politicile BELSPO urmăresc respectarea principiilor datelor FAIR într-o manieră mai durabilă și se aplică datelor digitale a căror colectare a fost finanțată fie parțial, fie integral de BELSPO. Planul de management al datelor (DMP) urma să fie integrat în martie 2020.